# Драган Мирановић
Драган Мирановић (Фекетић, СФР Југославија; 18. мај 1956 — Кито, Еквадор; 19. март 2012) био је српски фудбалер и тренер.
Прве фудбалске кораке начинио је у родном Фекетићу, на терену локалног ФК Јадран. Пуну фудбалску афирмацију стекао је наступајући за Спартак из Суботице, за који је одиграо око 200 утакмица и постигао 43 гола . Наступао је још за новосадску Војводину, аустријски Шпитал, а каријеру је завршио у еквадорском Валдезу.
Тренерску каријеру започиње управо у Валдезу, са којим је био вицешампион, што му је омогућило играње у Купу Либертадорес 1992. Од еквадорских клубова водио је још Ел Насионал (вицешампион 1999), Барселону, Аукас, Депортиво Куенку, Депортиво Кито и Олмедо, у коме је најдуже радио. Такође, радио је и у Колумбији где је водио Санта Фе, Хуниор и Милионариос. Био је селектор млађих категорија репрезентације Перуа, као и помоћни тренер репрезентације Боливије 2010. године водио је Спартак из Суботице.